# Casas de Guijarro
Casas de Guijarro là một đô thị trong tỉnh Cuenca, cộng đồng tự trị Castile-La Mancha Tây Ban Nha. Đô thị này có diện tích là 8,2 ki-lô-mét vuông, dân số năm 2009 là 153 người với mật độ 18,66 người/km². Đô thị này có cự ly 114 km so với tỉnh lỵ Cuenca.